# KASKR
KASKR (russisch КАСКР) bezeichnet den 1929 entstandenen ersten sowjetischen Tragschrauber. Sein Name setzt sich aus den Anfangsbuchstaben der Konstrukteure KAmow und SKRschinski zusammen. Er wird auch als „Krasny Inschener“ (Красный инженер, „Roter Ingenieur“) bezeichnet.

## Geschichte
Nikolai Kamow und Nikolai Skrschinski benutzten für ihre Konstruktion als Ausgangsmodell den Rumpf einer U-1, dem sowjetischen Nachbau der britischen Avro 504. Der Oberflügel des Doppeldeckers wurde demontiert, der untere stark gekürzt und mit V-Streben am Rumpf stabilisiert. Die Tragschraube war vierblättrig und durch horizontale und vertikale Gelenke an der vierstrebigen Halterung befestigt. Um Eigenschwingungen zu vermeiden, waren die Blätter untereinander mit Kabeln, an denen Gewichte befestigt waren, verbunden. Im Ruhezustand hielten Gummiseile die Rotorblätter von oben in gerader Position. Nach zehnmonatiger Bauphase erfolgten am 1. September 1929 erste Versuche am Boden. Der Rotor wurde nach dem Start des 100-PS-Motors M-2 von Hand in Drehung versetzt, danach wurde er durch den Windstrom des Triebwerks in Bewegung gehalten. Bei schneller werdender Drehbewegung veränderten die Blätter jedoch unkontrolliert ihre Lage und zerschlugen das Seitenleitwerk. Die Tests wurden abgebrochen und das Leitwerk weiter nach hinten versetzt und niedriger ausgeführt, was auch bei den folgenden Autogiro-Konstruktionen beibehalten wurde.
Am 25. September 1929 soll KASKR mit dem Piloten Iwan Michejew den Erstflug ausgeführt haben, der in einer Höhe von 2 bis 2,5 Metern etwa 200 Meter weit erfolgte. Trotzdem war KASKR wegen des Nichtausgleichs des Drehmoments ein instabiles Gerät. Aufgrund dessen kippte er während eines Bodenversuches um und wurde stark beschädigt. 1930 wurde der Tragschrauber repariert und erhielt einen stärkeren Gnôme-Rhône-Titan-Antrieb mit 165 kW sowie die Bezeichnung KASKR-2. Damit sollen 1930/31 durch Iwan Michejew und Dmitri Koschiz etwa 90 Flüge mit einer Höhe von bis zu 450 Metern und einer Flugdauer von 28 Minuten durchgeführt worden sein.
Aufgrund dieser Versuche entstand im ZAGI eine eigene Autogiro-Konstruktionsabteilung, in der bis 1937 neun weitere Tragschraubertypen entstanden. Kamow entwickelte 1934 den A-7 und Skrischinski 1936 den A-12.

## Technische Daten
| Kenngröße                | KASKR                                    | KASKR-2           |
| ------------------------ | ---------------------------------------- | ----------------- |
| Besatzung                | 2                                        | 2                 |
| Tragschraubendurchmesser | 12 m                                     | 12 m              |
| Tragschraubendrehzahl    | k. A.                                    | 135/min           |
| Länge                    | 9,3 m                                    | 9,8 m             |
| Höhe                     | 4,6 m                                    | 4,6 m             |
| Leermasse                | 750 kg                                   | 865 kg            |
| Startmasse               | 950 kg                                   | 1100 kg           |
| Triebwerk                | luftgekühlter Sternmotor Gnôme-Rhône M-2 | Gnôme-Rhône Titan |
| Leistung                 | 88,3 kW (100 PS)                         | 165 kW (230 PS)   |
| Höchstgeschwindigkeit    | 90 km/h                                  | 110 km/h          |
| Reisegeschwindigkeit     | 60 km/h                                  | 90 km/h           |
| Mindestgeschwindigkeit   | 35 km/h                                  | 70 km/h           |
| Gipfelhöhe               | k. A.                                    | 450 m             |
| Flugdauer                | k. A.                                    | 0,5 h             |
| Reichweite               | k. A.                                    | 160 km            |

## Trivia
Der Legende nach bezeichnete Kamow den KASKR nicht wie üblich als „Awtoschir“ (Autogiro), sondern als „Wertoljot“. Dieser Begriff setzte sich dann im russischen Sprachraum als Synonym für Hubschrauber durch, obwohl KASKR kein Hubschrauber im eigentlichen Sinne ist.